# I've Got Two Legs
I've Got Two Legs è una canzone/sketch dei Monty Python cantata da Terry Gilliam. Appare per la prima volta nell'album Monty Python Live at Drury Lane e appare anche nel film Monty Python Live at the Hollywood Bowl.

## Lo sketch/canzone
Sia a Drury Lane che all'Hollywood Bowl, la canzone segue lo sketch La clinica per litigare, dove appare dal soffitto Terry Gilliam con la sua chitarra e canta:
"I've got two legs from my hips to the ground,
and when I move them they walk around,
and when I lift them they climb the stairs,
and when I shave them they ain't got hairs."
Quando Gilliam cerca di cantare la seconda strofa, viene ucciso da un colpo di fucile da John Cleese e lo sketch finisce.